# Ницаним
Ницаним (ивр. נִיצָּנִים‎) — кибуц в Южном округе Израиля, административно принадлежащий к региональному совету Хоф-Ашкелон. Кибуц, основанный в 1943 году членами движения «Ха-ноар ха-циони», был занят с боями египетской армией в ходе Войны за независимость Израиля и в дальнейшем отстроен в стороне от первоначального места. Население в 2017 году около 380 человек, основные отрасли хозяйства — лёгкая промышленность, животноводство и растениеводство (в том числе цитрусовые).

## География
Кибуц Ницаним расположен в Южном округе Израиля, вблизи от побережья Средиземного моря между Ашкелоном и Ашдодом. К западу от кибуца проходит Прибрежное шоссе. Административно кибуц принадлежит к региональному совету Хоф-Ашкелон. Неподалёку от кибуца Ницаним располагается одноимённый заповедник, известный своими дюнами, пляжем и редким сочетанием африканской и средиземноморской растительности.

## История
Кибуц Ницаним был основан в 1943 году группой еврейских поселенцев из движения «Ха-ноар ха-циони». Поселение было заложено на землях, выкупленных Еврейским национальным фондом у мухтара арабской деревни Хамама к югу от Исдуда, в южной части Прибрежной равнины в подмандатной Палестине. Ближайшее из уже имевшихся еврейских поселений, Беэр-Товия, находилось от приобретённой территории в восьми километрах по прямой. Первые 15 поселенцев — 12 юношей и 3 девушки —прибыли на место в восьмой день праздника Ханука, 8 декабря 1943 года.
С усилением этнического конфликта между арабами и евреями в Палестине кибуц оказался во враждебном окружении. Осенью 1947 года погиб его член, застреленный из засады. После принятия в ноябре 1947 года плана ООН о разделе Палестины местные арабы перекрыли дороги, ведущие в Ницаним, атакуя еврейский транспорт. Началась фактическая блокада кибуца; его жители вынужденно прекратили обработку дальних полей и прервали товарообмен с соседями. После нескольких полномасштабных атак на само поселение в помощь его гарнизону с очередным конвоем были направлены бойцы 53-го полка еврейских сил (бригада «Гивати»).
После провозглашения независимости Израиля и вступления в войну арабских стран кибуц Ницаним оказался на пути продвижения египетских войск, движущихся в направлении Исдуда и Тель-Авива. Жившие в кибуце дети и их матери были эвакуированы 16 мая в ходе операции «Младенец» (ивр. מבצע תינוק‎). Египетская армия достигла Ницаним 29 мая и двинулась дальше, не задерживаясь ради его штурма, но оставив артиллерию, ведшую его обстрел. Только после того, как их продвижение на север было остановлено 31 мая, египтяне начали зачистку оставшихся в тылу еврейских поселений. За это время бригада «Гивати» успела увеличить гарнизон Ницаним 70 необученными новобранцами; кроме того, были эвакуированы почти все женщины кибуца — только 10 из них остались среди оборонявшихся. 6 июня начался решительный штурм Ницаним, в ходе которого погибли 37 его членов, в том числе три женщины. Когда было принято решение о невозможности дальнейшего сопротивления, лидер кибуцников Авраам Шварцштейн отправился к египтянам парламентёром, однако, несмотря на белый флаг, египетский офицер открыл по нему огонь, ранив в плечо. Сопровождавшая Шварцштейна Мира Бен-Ари в свою очередь выстрелила в офицера, убив его, и тут же была убита сама. Остальных уцелевших (сайт кибуца сообщает о 150 защитниках, включая 26 раненых) взяли в плен, из которого они освободились только через полгода. Несмотря на неравенство сил, многие известные в еврейском ишуве фигуры, в том числе бывший подпольщик Виленского гетто Абба Ковнер, резко осудили капитуляцию защитников кибуца.
Через пять месяцев разрушенный кибуц был освобождён Армией обороны Израиля в ходе операции «Йоав». Назначенная начальником Генерального штаба АОИ комиссия сняла с защитников Ницаним подозрения в предательстве, оценив их борьбу как героическую. Часть жителей кибуца не захотели возвращаться туда, но к оставшимся присоединились члены кибуца Мивтахим, существовавшего с 1947 года рядом с Рафахом. Новое место было выбрано на землях, где раньше располагалось кибуцное поле, юго-восточнее прежнего. Таким образом, если раньше кибуц располагался на берегу моря, к западу от Прибрежного шоссе, то теперь уже шоссе оказалось западнее его. Позже население кибуца возросло за счёт репатриантов из Южной Америки, прежде всего из Аргентины.

## Население
По данным Центрального статистического бюро Израиля, население на начало 2020 года составляло 421 человек.
По данным переписи населения 2008 года численность жителей кибуца достигала 410 человек (спад по сравнению с пиком в 1995 году). Медианный возраст жителей составлял 35 лет (32 среди мужчин и 38 среди женщин); из числа жителей 17 % были детьми и подростками в возрасте до 17 лет включительно и 14,6 % — людьми пенсионного возраста (65 лет и старше). Около трети населения кибуца составляли репатрианты, большинство из которых прибыло в страну до начала 1990-х годов; при этом около четверти жителей кибуца в возрасте 15 лет и старше проживали в другом населённом пункте ещё за пять лет до переписи. Среди людей в возрасте 15 лет и старше почти две трети получили 13 и больше лет образования; 22 % имели учёную степень от бакалавра и выше.
Чуть менее половины жителей кибуца в возрасте 15 лет и старше состояли в браке в 2008 году. Средний размер домохозяйства составлял 2 человека, почти в 60 % домохозяйств были два или три члена и ещё почти треть домохозяйств составляли одиночки.

## Экономика
97 % из числа трудоспособного населения Ницаним (в том числе 100 % мужчин) были трудоустроены в 2008 году. На территории кибуца действует фабрика «Пальтехника» по производству офисных кресел и сидений для общественного транспорта (автобусов и поездов). Важными компонентами хозяйства являются молочное животноводство и растениеводство. В год в кибуце производится порядка 3 млн л молока. Площадь кибуцных плантаций цитрусовых — 1000 га, производится постепенное замещение традиционных сортов на легкоочищаемые. Также выращиваются нут (сырьё для производства хумуса и фалафеля), подсолнечник, арбузы и хлопок. Организационно существует полное разграничение между общиной и находящимися на её территории частными предприятиями.
В 2008 году в 77 % домохозяйств кибуца был персональный компьютер, в половине домохозяйств — как минимум один автомобиль (в 4 % — два и более). В среднем на домохозяйство приходилось 1,6 сотового телефона. Более чем в половине квартир и домов в Ницаним было от 3 до 4 комнат, средняя плотность проживания — 0,7 человека на комнату.